# Citalá
Citalá é um município do departamento de Chalatenango, em El Salvador. Sua população estimada em 2013 era de 4 270 habitantes.